# Cyrtodactylus aequalis
Cyrtodactylus aequalis är en ödleart som beskrevs av  Bauer 2003. Cyrtodactylus aequalis ingår i släktet Cyrtodactylus och familjen geckoödlor. Inga underarter finns listade i Catalogue of Life.